# Колони (Њујорк)
Колони (енгл. Colonie) град је у америчкој савезној држави Њујорк.

## Демографија
По попису из 2010. године број становника је 7.793, што је 123 (-1,6%) становника мање него 2000. године.
| Група             | 2000.         | 2010.         |
| Белци             | 7.183 (90,7%) | 6.627 (85,0%) |
| Афроамериканци    | 280 (3,5%)    | 359 (4,6%)    |
| Азијати           | 244 (3,1%)    | 508 (6,5%)    |
| Хиспаноамериканци | 126 (1,6%)    | 203 (2,6%)    |
| Укупно            | 7.916         | 7.793         |